# توقيت ناميبيا
|  | ت ع م−01:00 | توقيت الرأس الأخضر                                                                |
|  | ت ع م±00:00 | توقيت غرب أوروبا، توقيت غرينيتش                                                   |
|  | ت ع م+01:00 | توقيت وسط أوروبا، توقيت غرب إفريقيا، توقيت غرب أوروبا الصيفي                      |
|  | ت ع م+02:00 | توقيت شرق أوروبا، توقيت وسط إفريقيا، توقيت غرب إفريقيا الصيفي، توقيت جنوب إفريقيا |
|  | ت ع م+03:00 | التوقيت العربي القياسي، توقيت شرق إفريقيا                                         |
|  | ت ع م+04:00 | توقيت موريشيوس، توقيت سيشل                                                        |

ناميبيا منذ سبتمبر 2017 في المنطقة الزمنية لأفريقيا الوسطى في ت ع م+02:00, متطابقة مع توقيت جنوب أفريقيا القياسي.
حافظت الدولة على لوائح الوقت في جنوب إفريقيا عندما حصلت على استقلالها في عام 1990. وقد أثار ذلك مخاوف بشأن الأطفال الذين يذهبون إلى المدرسة قبل شروق الشمس, في عام 1993 تم إقرار قانون التوقيت الناميبي ، الذي ينص على التحول إلى التوقيت الشتوي باعتباره واحداً من عدد قليل من البلدان في العالم. بقي اقليم زامبيزي في أقصى الشمال الشرقي فقط في ت ع م+02:00. في عام 2010 ، نشأ انتقاد للوائح الوقت الناميبية ، ويرجع ذلك أساسًا إلى عدم التوافق مع جنوب إفريقيا ، الشريك التجاري الرئيسي لناميبيا, والإزعاج من اللوائح الزمنية المختلفة في قطاع كابريفي.
بعد المشاورات العامة, تم طرح مشروع قانون التوقيت الناميبي لعام 2017 على الجمعية الوطنية في فبراير 2017 وأقره المجلس الوطني في أغسطس.